# Andres Bargere
Andrés Bargere, tot i que no se sap amb certesa, algunes fonts consideren que va néixer a Itàlia, però, per contra, altres consideren que procedeix de Brussel·les. Se'l pot conèixer pels noms: Andreu o Andrés, i per diferents cognoms: Bergero, Bargero, Bergueró, entre moltes altres variacions.
Fou un organista que va estar present entre l'any 1691 i l'any 1712. Tot i nasquera, va residir a Barcelona, on l'any 1692 es va casar.

## Organista
Conegut pels seus treballs organístics treballà en dotze òrgans diferents. El primer fabricat per la seva pròpia mà (1865) va ser el de l'església parroquial de Torregrossa (Pla d'Urgell). Se sap de la coneixença d'aquest òrgan gràcies a dos documents sense datar que expliquen característiques d'aquest òrgan. El primer document, redactata a mà, se li troba tres grafies diferents. I en el segon document, es fa referència a un altre organista, Magí Garriga.
Com orguener es troba present en diverses basíliques, parròquies, esglèsies... Sobretot s'encarrega de construir o reformar òrgans i alguns dels seus complements. Un dels seus primer trebals es troba creant els orgues de l'església de Santa María del Mar de Barcelona (1691). Es té constància que entre el 1689-1692 treballa en l'òrgan de Vilafranca del Penedès, on fabrica una nova cadiera. L'any 1898, situat a l'església de Santa Maria de l'Alba (Tàrrega), afegeix nous registres a l'òrgan d'aquest església, li reforma la cadireta i comença a treballar en l'orguenet portàtil. Entre l'any 1696-1701, Bargere, se'l troba en la construcció d'un nou instrument a la parròquia de Sant Andreu de la Selva del Camp, al mateix temps que treballant en el de Tortosa. En els seus últims anys col·labora amb el tallista Joan Cases, però, tot i així, aquests no ha estat el seu últim treball. Com a darrera referència se'l situa en les terres valencianes: en la Catedral de València (1703), en l'església de Sant Martí (1705), i de nou a l'església de Sant Joan del Mercat (1712).